# 達芙妮·羅森
達芙妮·羅森（英語：Daphne Rosen，1982年6月9日—），以色列裔美國女色情演員。羅森於20歲進入成人界。她目前是莉薩·安的導演作品中的代表性女演員，以及Pure Talent Agency的舞者。較知名的作品如電影《Orgy World 7》（2004年）和《Busty Babes USA》（2009年）。
羅森曾隆過胸，且本身是雙性戀，時常演出女同性戀的作品。

## 圖集

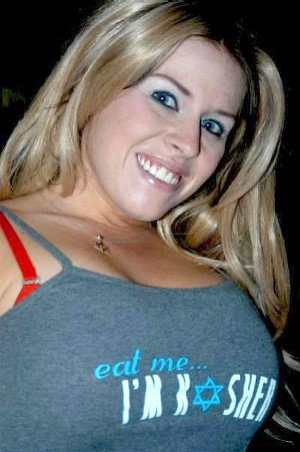
2005年，羅森在Porn Star Karaoke
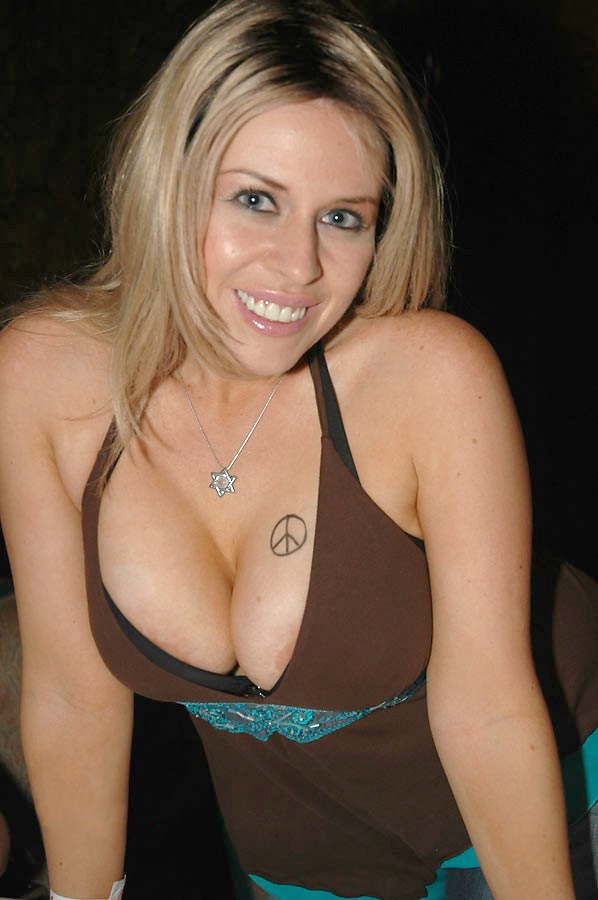
2005年，羅森在坦帕

## 外部連結
- 達芙妮·羅森在互联网电影资料库（IMDb）上的資料（英文）
- 達芙妮·羅森在網際網路成人電影資料庫
- 成人電影資料庫上達芙妮·羅森的资料（英文）